# كورت ماير
كورت ماير، الملقب Panzermeyer‏، (1910/12/23—1961/12/23) شغل منصبا بارزا في القوات المسلحة، وقوات الأمن الخاصة خلال الحرب العالمية الثانية. وشارك العديد من المعارك الكبرى، بما في ذلك غزو فرنسا، وعملية بارباروسا، ومعركة نورماندي.
حارب مع الجيش الألماني خلال الحرب العالمية الثانية—وفي قوات الاس اس. وحصل على عدد من ميداليات الشجاعة. والقي القبض عليه في نورماندي عام 1944.

## كتب
Fischer, Thomas (2008). Soldiers of the Leibstandarte. J.J. Fedorowicz. ISBN 978-0-921991-91-5.
Flaherty, T.H (2004). The Third Reich: The SS. Time-Life Books, Inc. (re-print). ISBN 1-84447-073-3.
Stein, George (1966). The Waffen-SS: Hitler's Elite Guard at War 1939–1945. Cornell University Press. ISBN 0-8014-9275-0.

## روابط خارجية
- كورت ماير على موقع مونزينجر (الألمانية)